# Poecilimon hadjisarandou
Poecilimon hadjisarandou är en insektsart som beskrevs av Werner 1938. Poecilimon hadjisarandou ingår i släktet Poecilimon och familjen vårtbitare. Inga underarter finns listade i Catalogue of Life.